# Галактическая империя (цикл)
«Галакти́ческая импе́рия» (также именуемая «Транториа́нской импе́рией» или трилогией) — научно-фантастический цикл из трёх ранних романов Айзека Азимова и одного рассказа. Основным сюжетом книг является развитие Галактической империи. Временно́е расположение трилогии — между циклами Детектив Элайдж Бейли и робот Дэниел Оливо и Основание.

## Книги
С точки зрения внутренней хронологии цикл состоит из следующих книг:
- Звёзды как пыль (1951);
- Космические течения (1952);
- Камешек в небе (1950) (первый роман);
- Тупик (1945) (действие рассказа происходит в промежутке между двумя циклами).

## Хронология
События трилогии происходили в той же модели будущего, что и у начавшегося публиковаться с 1942 года цикла Основание. Связь между отдельными книгами нечёткая, каждая из них посвящена собственной истории. Основными связующими узлами являются идея писателя о Галактической империи, некоторые технологические аспекты (бластеры, нейронные кнуты, гипердрайвы) и локации (например планета Трантор). Другая связь появилась после публикации книги, где было показано упоминавшееся в трилогии радиоактивное заражение планеты Земля. На базе этого аргумента некоторые источники установили, что события романа «Звёзды как пыль» происходят спустя тысячу лет после сюжета Роботов и Империи.
В предисловии к «Прелюдии к Основанию» Айзек Азимов указал следующую временную последовательность трилогии: «Космические течения» — «Звёзды как пыль» — «Камешек в небе». События последней книги происходят позже, чем в двух других (в уже сформировавшейся Галактической империи, которая в других романах не упоминается), но при этом их временное расположение трудно определить из упомянутых в них деталей.